# 吉田拓真
吉田 拓真（よしだ たくま、10月7日 - ）は、日本の男性声優。沖縄県出身。レオパード・スティール所属。

## 人物
趣味は観劇、映画鑑賞。特技は殺陣。

## 出演

### テレビアニメ
2011年
- 真剣で私に恋しなさい!!（修行僧、パイロット、自衛隊員）
- フリージング（リミッター）

2014年
- 俺、ツインテールになります。（エレメリアンC、生徒A）

2016年
- ばくおん!!（係員）

2018年
- アンゴルモア 元寇合戦記（2018年、刀伊祓兵）

2020年
- シャドウバース（2020年 - 2022年、男子、男子生徒） - 2シリーズ
- ソードアート・オンライン アリシゼーション War of Underworld（プレイヤー、ムーンフェイズのフレンドA）
- 戦翼のシグルドリーヴァ（隊員）

2022年
- 宇宙なんちゃら こてつくん（宇宙船の乗客）
- 惑星のさみだれ（花子の父）

2025年
- Turkey!（村人）

### 劇場アニメ
- HELLO WORLD（2019年）
- 竜とそばかすの姫（2021年）

### ゲーム
- DIABOLIK LOVERS DARK FATE（2015年、純血主義者のヴァンパイア 他）
- ロストチャイルド〜光と闇の子供たち〜（2015年、盗賊ドック、軍獣医人 他）
- レジェンドオブアルスマーナ（2016年）
- Black Survival（2016年、ヨハン）
- MONOTO-SITUATION:LUCID AND DAYDREAM（2017年、伴野紘汰）
- SPEED WITCH BATTLE 白の魔法と五つの希望（2018年、巨人殺し ダルバ）
- メルヘン・オブ・ライト〜モロガミ放置RPG～〜（2020年、暗黒の主役・プロメテウス 他）

### ドラマCD
- 噂屋（男子生徒A）
- 駆け落ちしやがれ『落窪物語』より
- 再現!坂本龍馬、最後の夜（服部武雄）
- 怪(しるまし)ピルグリム（人狼男）
- 戦国SAKURA騒動記
- 東京自転車少女。（金剛交、船長）

### 吹き替え

#### 映画
- エイプリル・ソルジャーズ ナチス・北欧大侵略（ボンゴー軍曹）
- グリーンルーム（タッド 他）
- グレイハウンド（ベルムデス〈ヴィセンテ・アヤラ〉）
- コールド・パレット 凍てついた7月（刑事 他）
- スーパー!（カメラマン）
- セキュリティ
- トゥー・ラビッツ（マルシオ）
- トレジャー・オブ・レジェンド〜ナチスの秘宝〜（ロスト）
- バトル・オブ・ガーディアン 〜暗黒部隊vs謎の少女〜
- ヒットマン:インポッシブル（整備士）
- リメインダー 失われし記憶の破片（強盗2）

#### ドラマ
- 12モンキーズ シーズン3（選ばれた男性）

#### アニメ
- リトルフット 大恐竜帝国（ナレーター）
- レゴ ニンジャゴー（ニンドロイドA）

### 特撮
- 機界戦隊ゼンカイジャー（2022年、サファイアワルドの声）

### シリーズ一覧
1. ↑  第1作（2020年）、第2作『F』（2022年）